# Sarrazac, Dordogne
Sarrazac är en kommun i departementet Dordogne i regionen Nouvelle-Aquitaine i sydvästra Frankrike. Kommunen ligger i kantonen Lanouaille som tillhör arrondissementet Nontron. År 2022 hade Sarrazac 364 invånare.

## Befolkningsutveckling
Antalet invånare i kommunen Sarrazac
Referens:INSEE